# Dennis Foggia
Dennis Foggia (Roma, Italia, 7 de enero de 2001) es un piloto de motociclismo italiano. Fue campeón del FIM CEV Moto3 Junior World Championship en 2017 y subcampeón del Campeonato del Mundo de Motociclismo de Moto3 en 2021 y tercero en 2022. En 2023 y 2024 compitió en la categoría de Moto2 con el Italtrans Racing Team. En 2025 compite en la categoría de Moto3 con el equipo CFMoto Gaviota Aspar Team.

## Biografía
Debutó en el Mundial de Moto3 como reemplazo de Darryn Binder en el Gran Premio de la República Checa de Motociclismo, en 2017.
El 10 de agosto de 2019, se hizo oficial la contratación de Foggia y de Jaume Masiá como nuevos pilotos del Leopard Racing para la temporada 2020. En la cuarta fecha del campeonato en la República Checa, Foggia logró su primera victoria mundialista: clasificó en la quinta posición y en la carrera fue ascendiendo posiciones hasta tomar la punta en la sexta vuelta y no abandonarla hasta la bandera a cuadros, ganando por 205 milésimas al español Albert Arenas. Su segundo podio de la temporada llegó en Cataluña en donde terminó tercero detrás de su compatriota Tony Arbolino y del sudafricano Darryn Binder. Su tercer y último podio de la temporada llegó en Portugal, última ronda del campeonato, Foggia terminó en la segunda posición detrás de un imparable Raúl Fernández, imponiéndose por solo 56 milésimas a Jeremy Alcoba, tercero.
En 2021 consiguió el título de subcampeón de Moto3.
El 3 de septiembre de 2022 se confirma su fichaje por el equipo Italtrans de moto2 que pondría a su vez fin a su periplo de 5 años en la categoría de moto3.

## Resultados

### FIM CEV Moto3 Junior World Championship
(Carreras en negrita indica pole position, carreras en cursiva indica vuelta rápida)
| Temp. | 1     | 2       | 3     | 4     | 5     | 6      | 7       | 8       | 9       | 10     | 11      | 12    | Pos. | Pts. |
| ----- | ----- | ------- | ----- | ----- | ----- | ------ | ------- | ------- | ------- | ------ | ------- | ----- | ---- | ---- |
| 2016  | VAL 2 | VAL Ret | LMS 5 | ARA 7 | CAT 9 | CAT 13 | ALB Ret | ALG Ret | JER 4   | JER 16 | VAL Ret | VAL 3 | 7.º  | 79   |
| 2017  | ALB 4 | LMS 2   | CAT 8 | CAT 2 | VAL 1 | VAL 1  | EST 1   | JER 2   | JER Ret | ARA 2  | VAL 2   | VAL 1 | 1.º  | 221  |

### Campeonato del Mundo de Motociclismo
Sistema de puntuación de 1993 hasta 2022:
| Posición | 1.º | 2.º | 3.º | 4.º | 5.º | 6.º | 7.º | 8.º | 9.º | 10.º | 11.º | 12.º | 13.º | 14.º | 15.º |
| Puntos   | 25  | 20  | 16  | 13  | 11  | 10  | 9   | 8   | 7   | 6    | 5    | 4    | 3    | 2    | 1    |

Sistema de puntuación desde 2023 en adelante:
| Posición       | 1.º | 2.º | 3.º | 4.º | 5.º | 6.º | 7.º | 8.º | 9.º | 10.º | 11.º | 12.º | 13.º | 14.º | 15.º |
| Puntos         | 25  | 20  | 16  | 13  | 11  | 10  | 9   | 8   | 7   | 6    | 5    | 4    | 3    | 2    | 1    |
| Carrera sprint | 12  | 9   | 7   | 6   | 5   | 4   | 3   | 2   | 1   |      |      |      |      |      |      |

#### Por categoría
| Cat.  | Temp.            | 1.er GP              | 1.er Podio     | 1.ª Victoria         | Carreras | Victorias | Podios | Poles | V.Ráp. | Pts. | CM |
| ----- | ---------------- | -------------------- | -------------- | -------------------- | -------- | --------- | ------ | ----- | ------ | ---- | -- |
| Moto3 | 2017-2022, 2025- | República Checa 2017 | Tailandia 2018 | República Checa 2020 | 92       | 10        | 23     | 4     | 4      | 722  | 0  |
| Moto2 | 2023-2024        | Portugal 2023        |                |                      | 31       | 0         | 0      | 0     | 0      | 49   | 0  |
| Total | 2017-presente    | 2017-presente        | 2017-presente  | 2017-presente        | 123      | 10        | 23     | 4     | 4      | 771  | 0  |

#### Por temporada
| Temp. | Cat.  | Moto  | Equipo                       | N.º   | Carreras | Victorias | Podios | Poles | V.Rap | Pts. | Pos. |
| ----- | ----- | ----- | ---------------------------- | ----- | -------- | --------- | ------ | ----- | ----- | ---- | ---- |
| 2017  | Moto3 | KTM   | Platinum Bay Real Estate     | 10    | 3        | 0         | 0      | 0     | 0     | 19   | 24.º |
| 2017  | Moto3 | KTM   | Sky Junior Team VR46 Academy | 10    | 3        | 0         | 0      | 0     | 0     | 19   | 24.º |
| 2018  | Moto3 | KTM   | Sky Racing Team VR46         | 10    | 18       | 0         | 1      | 0     | 1     | 55   | 19.º |
| 2019  | Moto3 | KTM   | Sky Racing Team VR46         | 7     | 18       | 0         | 1      | 0     | 1     | 97   | 12.º |
| 2020  | Moto3 | Honda | Leopard Racing               | 7     | 15       | 1         | 3      | 0     | 0     | 89   | 10.º |
| 2021  | Moto3 | Honda | Leopard Racing               | 7     | 18       | 5         | 10     | 0     | 0     | 216  | 2.º  |
| 2022  | Moto3 | Honda | Leopard Racing               | 7     | 20       | 4         | 8      | 4     | 2     | 246  | 3.º  |
| 2023  | Moto2 | Kalex | Italtrans Racing Team        | 71    | 20       | 0         | 0      | 0     | 0     | 35   | 19.º |
| 2024  | Moto2 | Kalex | Italtrans Racing Team        | 71    | 11       | 0         | 0      | 0     | 0     | 14   | 22.º |
| 2025  | Moto3 | KTM   | CFMoto Gaviota Aspar Team    | 71    |          |           |        |       |       | *    | *    |
| Total | Total | Total | Total                        | Total | 123      | 10        | 23     | 4     | 4     | 771  |      |

#### Carreras por año
| Año  | Cat.  | Moto  | 1       | 2       | 3       | 4       | 5       | 6       | 7       | 8       | 9       | 10     | 11      | 12      | 13      | 14      | 15      | 16     | 17      | 18      | 19      | 20     | 21  | 22  | Pos. | Pts. |
| ---- | ----- | ----- | ------- | ------- | ------- | ------- | ------- | ------- | ------- | ------- | ------- | ------ | ------- | ------- | ------- | ------- | ------- | ------ | ------- | ------- | ------- | ------ | --- | --- | ---- | ---- |
| 2017 | Moto3 | KTM   | QAT     | ARG     | AME     | SPA     | FRA     | ITA     | CAT     | NED     | GER     | CZE 14 | AUT     | GBR     | RSM     | ARA 8   | JPN     | AUS    | MAL     | VAL 7   |         |        |     |     | 24.º | 19   |
| 2018 | Moto3 | KTM   | QAT 16  | ARG Ret | AME 16  | SPA Ret | FRA 14  | ITA Ret | CAT 9   | NED 12  | GER 19  | CZE 12 | AUT 26  | GBR C   | RSM 7   | ARA 25  | THA 3   | JPN 4  | AUS Ret | MAL Ret | VAL Ret |        |     |     | 19.º | 55   |
| 2019 | Moto3 | KTM   | QAT Ret | ARG 8   | AME 10  | SPA 16  | FRA Ret | ITA 5   | CAT 5   | NED 9   | GER Ret | CZE 15 | AUT 14  | GBR 8   | RSM 5   | ARA 3   | THA 5   | JPN 23 | AUS 11  | MAL 19  | VAL DNS |        |     |     | 12.º | 97   |
| 2020 | Moto3 | Honda | QAT 9   | SPA Ret | AND Ret | CZE 1   | AUT 21  | EST 11  | RSM 9   | ERM Ret | CAT 3   | FRA 13 | ARA 10  | TER 16  | EUR Ret | VAL 16  | POR 2   |        |         |         |         |        |     |     | 10.º | 89   |
| 2021 | Moto3 | Honda | QAT Ret | DOH 17  | POR 2   | SPA Ret | FRA 18  | ITA 1   | CAT Ret | GER 3   | NED 1   | EST 22 | AUT 3   | GBR 3   | ARA 1   | RSM 1   | AME 2   | ERM 1  | ALG Ret | VAL 13  |         |        |     |     | 2.º  | 216  |
| 2022 | Moto3 | Honda | QAT 7   | INA 1   | ARG 2   | AME 2   | POR 8   | SPA 18  | FRA 4   | ITA Ret | CAT Ret | GER 2  | NED Ret | GBR 1   | AUT 12  | RSM 1   | ARA 14  | JPN 2  | THA 1   | AUS 9   | MAL 6   | VAL 4  |     |     | 3.º  | 246  |
| 2023 | Moto2 | Kalex | POR 18  | ARG 25  | AME 14  | SPA 18  | FRA 14  | ITA 13  | GER 15  | NED 19  | GBR Ret | AUT 11 | CAT 21  | RSM Ret | IND 11  | JPN Ret | INA 11  | AUS 17 | THA 12  | MAL 15  | QAT 17  | VAL 9  |     |     | 19.º | 35   |
| 2024 | Moto2 | Kalex | QAT 19  | POR 17  | AME 6   | SPA Ret | FRA 19  | CAT Ret | ITA 20  | NED 12  | GER 16  | GBR 19 | AUT Ret | ARA Ret | RSM 22  | ERM 12  | INA DNS | JPN 26 | AUS Ret | THA 18  | MAL 19  | SLD 24 |     |     | 24.º | 18   |
| 2025 | Moto3 | KTM   | THA 6   | ARG 11  | AME 7   | QAT Ret | SPA 13  | FRA 11  | GBR Ret | ARA 15  | ITA 3   | NED 8  | GER 11  | CZE 5   | AUT 13  | HUN     | CAT     | RSM    | JPN     | INA     | AUS     | MAL    | POR | VAL | 11.° | 76   |

| Color     | Resultado                                                               |
| --------- | ----------------------------------------------------------------------- |
| Oro       | Ganador                                                                 |
| Plata     | 2.ª plaza                                                               |
| Bronce    | 3.ª plaza                                                               |
| Verde     | Finalizó en los puntos                                                  |
| Azul      | Finalizó sin puntos                                                     |
| Azul      | NC - No clasificado                                                     |
| Violeta   | Ret - No terminó (Carrera)                                              |
| Rojo      | DNQ - No se clasificó                                                   |
| Negro     | DSQ - Descalificado                                                     |
| Blanco    | DNS - No empezó (carrera)                                               |
| Blanco    | WD - Retirado (fin de semana)                                           |
| Blanco    | C - Carrera cancelada                                                   |
| Sin color | DNP - Inscrito pero no participó                                        |
| Sin color | INJ - Lesionado                                                         |
| Sin color | EX - Excluido                                                           |
| Estado    | Resultado                                                               |
| Negrita   | Pole position                                                           |
| Cursiva   | Vuelta rápida                                                           |
| †         | Abandona, pero clasifica al completar el porcentaje requerido para ello |